# Центральное объединение профсоюзов лиц с высшим образованием Швеции
Шведская конфедерация профессиональных ассоциаций (швед. Sveriges Akademikers Centralorganisation — Центральное объединение работников с высшим образованием, Центральная организация профсоюзов лиц с высшим образованием и государственных служащих или Центральная организация шведских учёных, аббревиатура SACO до 1975 года, SACO/SR до 1989 года и Saco ныне) — конфедерация 21 независимой профессиональной ассоциации в Швеции. Она объединяет около 960 000 членов, все из которых являются учёными или выпускниками вузов, имеющими высшее образование.
Среди членов ассоциации — лица умственного труда: учёные, педагоги, экономисты, юристы, архитекторы, инженеры, врачи, библиотекари, священнослужители и многие другие. Большинство из них — женщины. Если членство ориентированного на промышленных рабочих Центрального объединения профсоюзов Швеции в последнее время сокращается, а Центрального объединения служащих сохраняется на примерно том же уровне, то всё больше шведских занятых состоят в профсоюзах Saco: 18 % в 2018 году против 1 % в 1950 году (без учёта пенсионеров и студентов). В 2022 году 73 % всех служащих и учёных были членами профсоюзов. Около 100 000 студентов объединены в Студенческий совет Saco — крупнейшую добровольную студенческую организацию Швеции.

## История

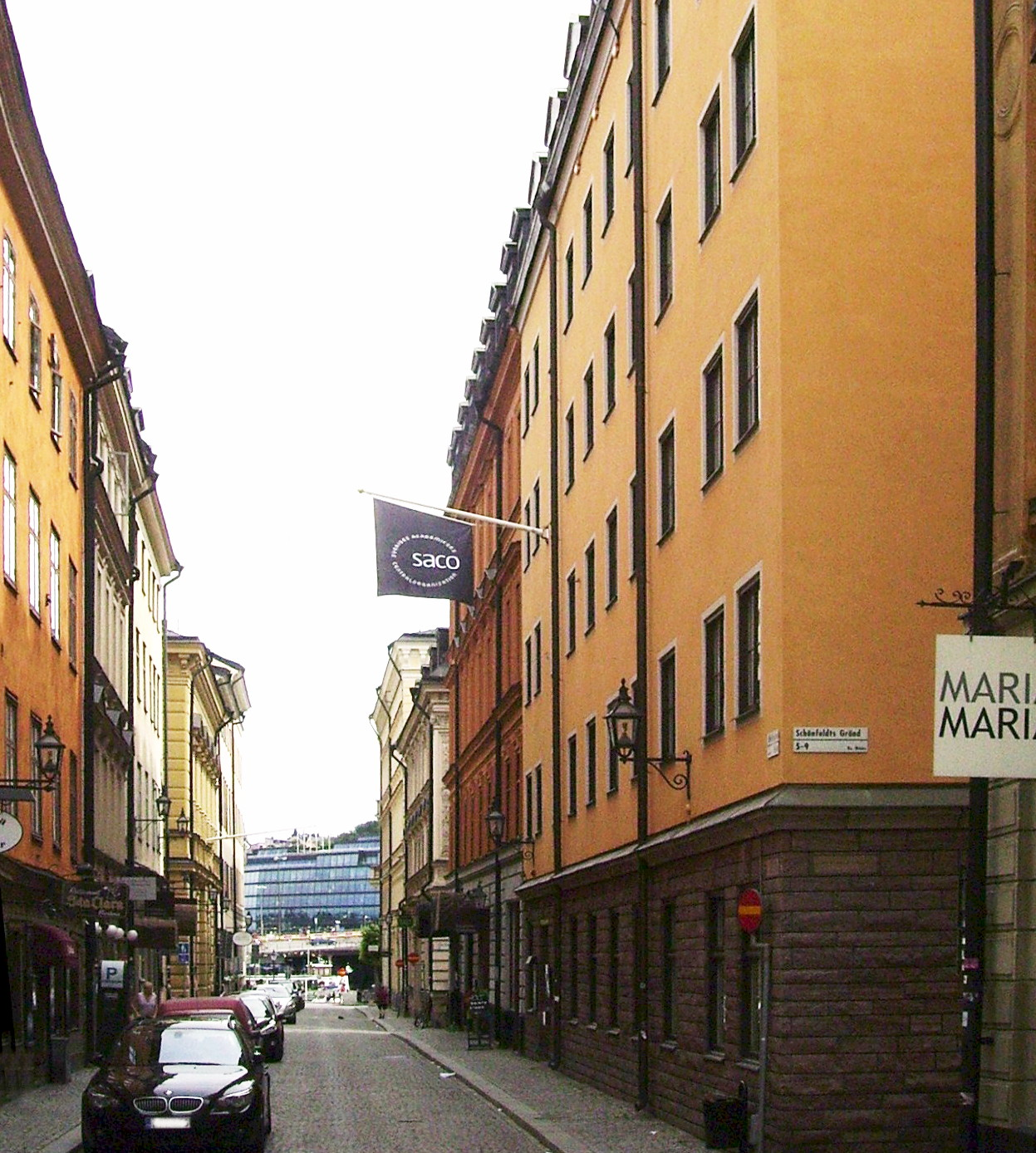
Штаб-квартира SACO в квартале Мидас, Стокгольм

Центральная организация профсоюзов лиц умственного труда Швеции была образована в 1943 году, когда возникла Центральная организация молодых учёных Швеции SYACO, реорганизованная в SACO 10 октября 1947 года. Изначальное количество членов составляло 16 тысяч, разделённых на 18 различных профсоюзов. В то же время одиннадцать академических профсоюзов, ранее имевшие двойное членство, включая Национальный союз учителей, перешли из SR (Национального союза государственных служащих) в SACO (в 1975 году обе структуры объединились в SACO/SR, куда вошли 26 профсоюзов с 165 тыс. членов; в 1989 году съезд принял решение вернуть название SACO).
Прорыв Saco в качестве стороны на переговорах с государством и муниципалитетами в качестве преподавателей произошёл в начале 1950-х годов. Затем организация отличилась в трудовых спорах 1955 и 1971 годов, которые привели к забастовкам и локаутам. Однако в последнем случае вмешательство правительства Пальме, направившего против бастующих госслужащих закон, дававший правительству право приостанавливать на 6 недель любые стачки, которые считались угрожающими важнейшим социальным интересам, стало для SACO/SR серьёзным ударом, подорвавшим его влияние и авторитет на десятилетия вперёд.

## Структура
В Saco входит 21 профсоюз, каждый из которых имеет свой совет директоров и офис. Отраслевые профсоюзы занимаются вопросами, характерными для их профессиональной деятельности. В центральном офисе работает порядка 35 сотрудников, занимающихся сбором информации и статистики, исследованиями и формированием общественного мнения. Съезды Saco, на котором профсоюзы избирают 101 представителя, проводится каждые четыре года. На конгрессе, помимо прочего, избирается правление. В настоящее время в правление входят председатель Юран Арриус, назначенный в 2011 году, и одиннадцать членов, включая председателя студенческого совета Saco. Среди вопросов, которыми занимается Saco и его профсоюзы, — заработная плата и условия труда, особые формы занятости, оплата сверхурочных, вопросы гендерного равенства, страхование, пенсии и вопросы повышения квалификации.
В государственном секторе 18 профсоюзов-членов Saco работают через Saco-S, в общей сложности представляющий почти 90 тыс. служащих, а остальные три профсоюза (Шведский профсоюз учителей, Союз офицеров и Шведский профсоюз офицеров запаса Sverof) — через профсоюзные направления, входящие в Совет по переговорам государственных служащих (OFR). В муниципальном и региональном секторе 16 профсоюзов действуют через представляющий около 65 тыс. членов Академический альянс (Akademikeralliansen) — переговорную организацию, которая заключает коллективные договора со Шведской ассоциацией местных органов власти и регионов (SKR) и Sobona. Некоторые профсоюзы и здесь приняли решение о получении представительского статуса через свои собственные профсоюзные подразделения в рамках переговорной организации OFR.
Организация не вступает в связи с политическими партиями. Опросы, проводимые во время выборов в XXI веке, показывают, что её членов от других профцентров отличает меньшее в сравнении с теми количество готовых голосовать за социал-демократов (которые тем не менее остаются самой популярной партией и в этой среде) и особенно за правопопулистскую партию «Шведские демократы», но большее — как за правоцентристские силы (Умеренную коалиционную партию и либералов), так и за силы левее СДРПШ (Левую партию, Партию зелёных или Феминистскую инициативу).

## Составляющие
1. Ассоциация архитекторов (Sveriges Arkitekter)
2. Ассоциация дипломированных инженеров (Sveriges Ingenjörer)
3. Ассоциация бизнес-профессионалов и экономистов, юристов, социологов, учёных в сфере ИТ, специалистов по кадрам и коммуникациям (Akavia)
4. Ассоциация дипломированных специалистов в области документации, информации и культуры (DIK-förbundet)
5. Шведская ассоциация выпускников факультетов государственного управления и социальной работы (Akademikerförbundet SSR)
6. Ассоциация директоров школ (Sveriges Skolledare)
7. Ассоциация военных офицеров (Officersförbundet)
8. Ассоциация офицеров запаса (Sveriges Reservofficersförbund)
9. Ассоциация профессиональных терапевтов (Sveriges Arbetsterapeuter)
10. Ассоциация физиотерапевтов (Fysioterapeuterna)
11. Ассоциация учёных (Naturvetarna)
12. Ассоциация университетских преподавателей и исследователей (SULF)
13. Ассоциация служащих Церкви Швеции (Kyrkans Akademikerförbund)
14. Национальный союз учителей Швеции (Sveriges Lärare)
15. СРАТ (ассоциации профессиональных служащих)
16. Шведская стоматологическая ассоциация (Sveriges Tandläkarförbund)
17. Шведская медицинская ассоциация (Sveriges Läkarförbund)
18. Шведская ассоциация фармацевтов (Sveriges Farmaceuter)
19. Шведская психологическая ассоциация (Psykologförbundet)
20. Шведская ассоциация корабельных офицеров (Sjöbefälsföreningen)
21. Шведская ветеринарная ассоциация (Sveriges Veterinärförbund)